# 大梅多鎮區 (愛荷華州切羅基縣)
大梅多鎮區（英語：Grand Meadow Township）是位於美國愛荷華州切羅基縣的一個行政鎮區。

## 地方資料
根據2010年美國人口普查的數據，大梅多鎮區的面積為94.34平方千米，當中陸地面積為94.27平方千米，而水域面積為0.07平方千米。當地共有人口210人，而人口密度為每平方千米2.23人。